# Jade Barbosa
Jade Barbosa, född 1 juli 1991 i Rio de Janeiro, är en brasiliansk gymnast.

## Karriär
Vid världsmästerskapen i artistisk gymnastik 2023 ingick Barbosa i det brasilianska laget som tog silver i lagtävlingen. Hon har sedan tidigare två VM-brons. Vid OS 2024 ingick hon i det brasilianska laget som tog brons i lagtävlingen.